# Bezirk Landquart
Der Bezirk Landquart (rätoromanisch district da Landquart) war bis am 31. Dezember 2016 eine Verwaltungseinheit (Bezirk) des Kantons Graubünden in der Schweiz. Er ging 2001 aus dem um die zum neuen Bezirk Prättigau-Davos übergetretenen Kreise Schiers und Seewis verminderten Bezirk Unterlandquart hervor und umfasst somit noch die Kreise Fünf Dörfer und Maienfeld. Am 1. Januar 2017 wurde der Bezirk durch die Region Landquart ersetzt.

## Die Gemeinden des ehemaligen Bezirks Landquart
| Wappen      | Gemeindename | PLZ       | Einwohner (31. Dezember 2023) | Fläche in km² | Einwohner pro km² | Kreis       |
| ----------- | ------------ | --------- | ----------------------------- | ------------- | ----------------- | ----------- |
| Haldenstein | Haldenstein  | 7023      | 1163                          | 18,57         | 63                | Fünf Dörfer |
| Landquart   | Landquart    | 7302      | 9191                          | 18,86         | 487               | Fünf Dörfer |
| Trimmis     | Trimmis      | 7203      | 3363                          | 42,87         | 78                | Fünf Dörfer |
| Untervaz    | Untervaz     | 7204      | 2675                          | 27,72         | 97                | Fünf Dörfer |
| Zizers      | Zizers       | 7205      | 3589                          | 11,01         | 326               | Fünf Dörfer |
| Fläsch      | Fläsch       | 7306      | 868                           | 19,94         | 44                | Maienfeld   |
| Jenins      | Jenins       | 7307      | 948                           | 10,54         | 90                | Maienfeld   |
| Maienfeld   | Maienfeld    | 7304      | 3193                          | 32,33         | 99                | Maienfeld   |
| Malans      | Malans       | 7208      | 2527                          | 11,40         | 222               | Maienfeld   |
| Total (8)   | Total (8)    | Total (8) | 26’129                        | 174,67        | 150               |             |

## Veränderungen im Gemeindebestand

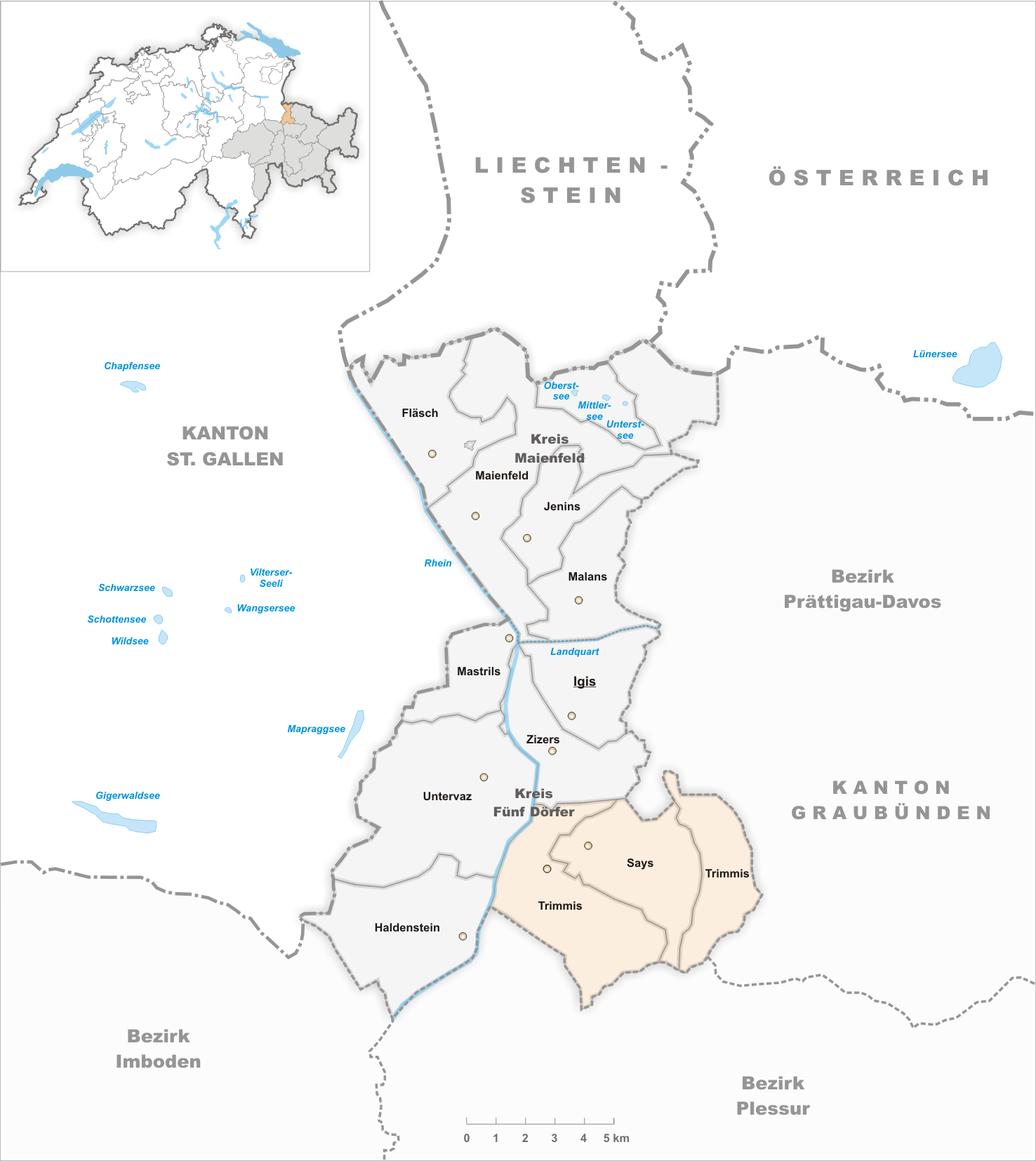
Gemeinden bis 2007
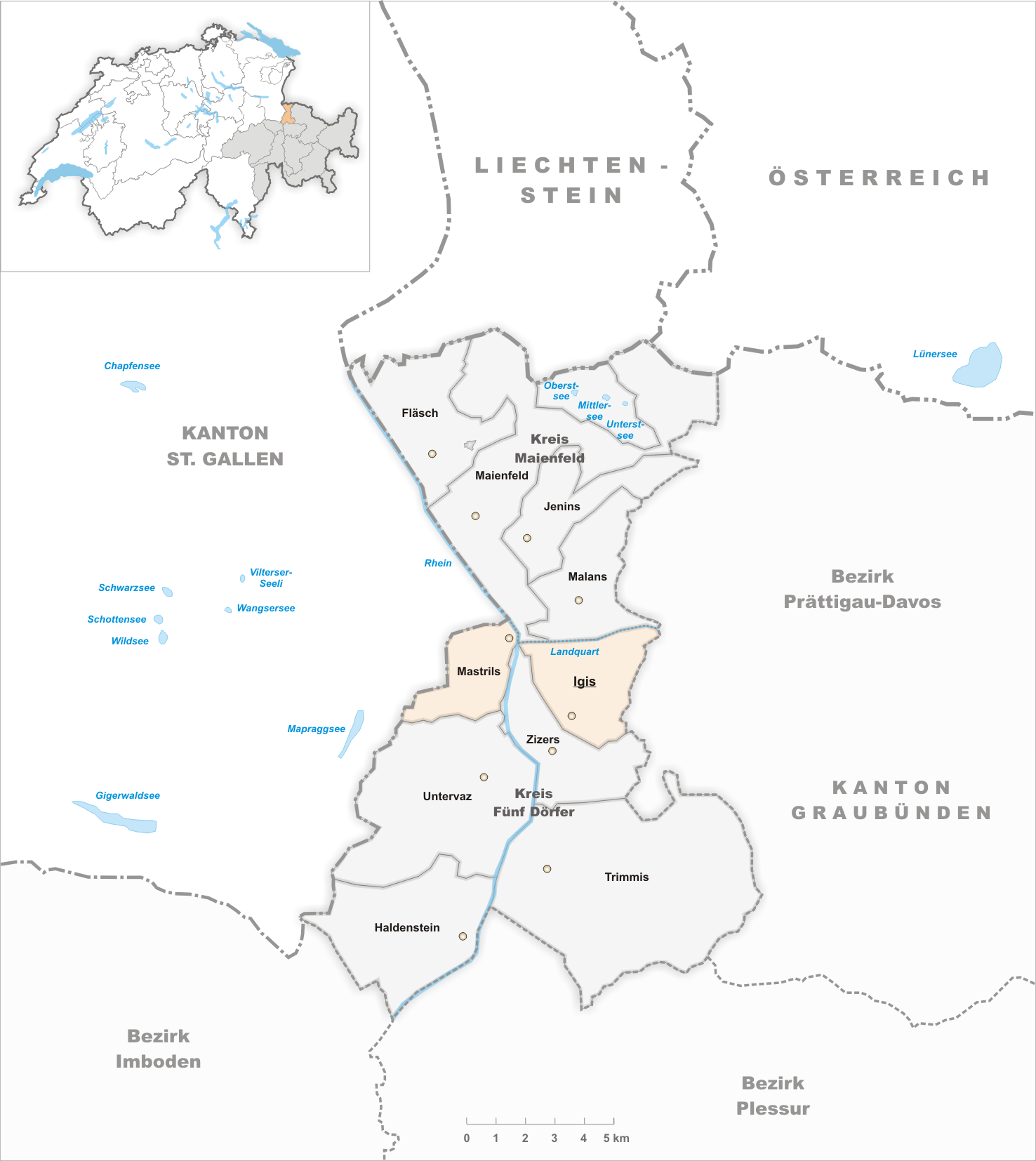
Gemeinden bis 2011
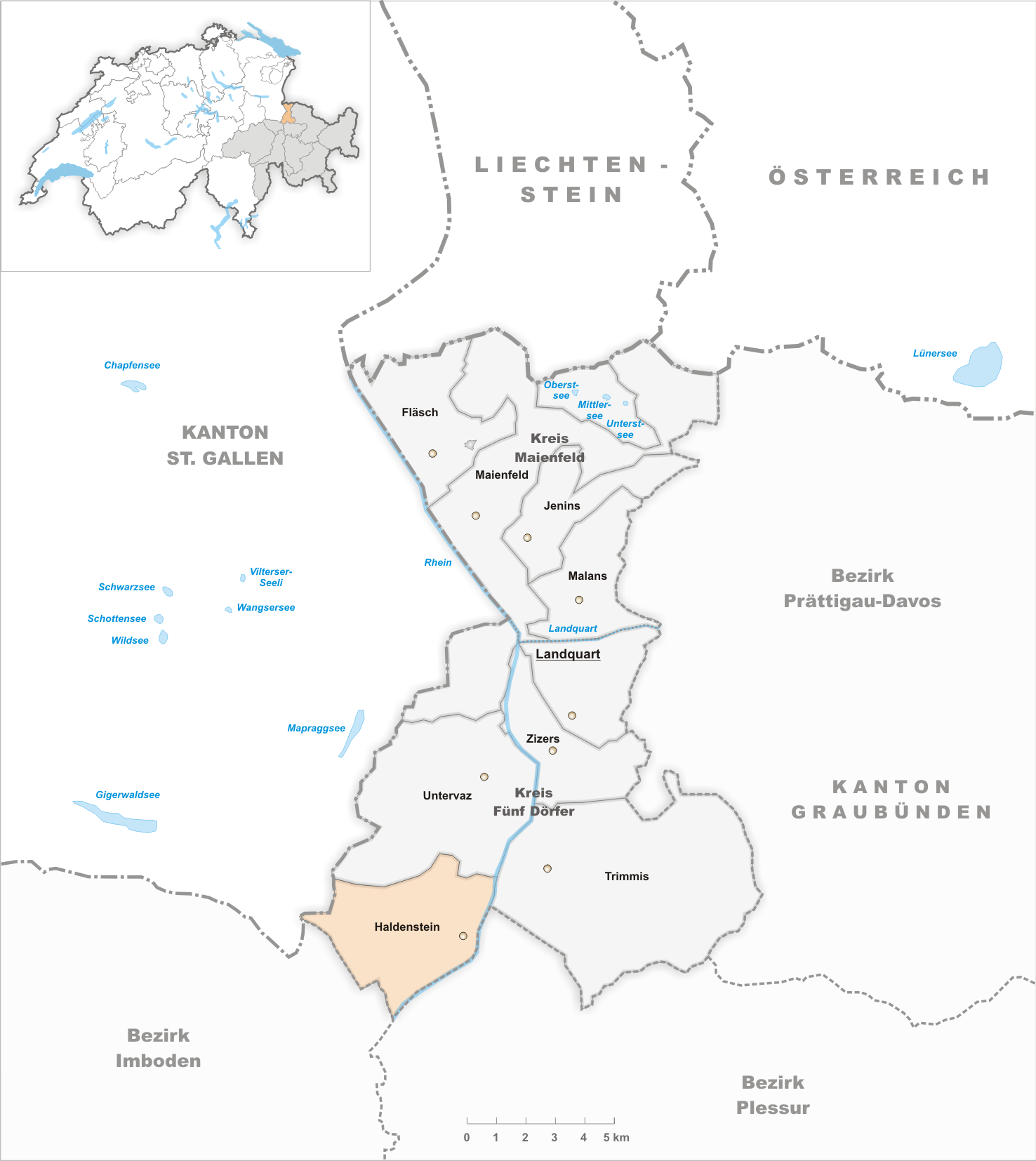
Gemeinden bis 2015

- 2008: Fusion Says und Trimmis → Trimmis
- 2012: Fusion Igis und Mastrils → Landquart
- 2016: Bezirkswechsel von Haldenstein → Region Plessur